# Gillancourt
Gillancourt är en kommun i departementet Haute-Marne i regionen Grand Est (tidigare regionen Champagne-Ardenne) i nordöstra Frankrike. Kommunen ligger i kantonen Juzennecourt som tillhör arrondissementet Chaumont. År 2022 hade Gillancourt 126 invånare.

## Befolkningsutveckling
Antalet invånare i kommunen Gillancourt
| Referens: INSEE |